# Слинковщина (Зеньковский район)
Слинковщина (укр. Слинківщина) — село,
Тарасовский сельский совет,
Зеньковский район,
Полтавская область,
Украина.
Код КОАТУУ — 5321386404. Население по переписи 2001 года составляло 4 человека.

## Географическое положение
Село Слинковщина находится в 2-х км от правого берега реки Ташань,
в 1,5 км от села Пирки.
По селу протекает пересыхающий ручей с запрудой.

## История
- 1623 — дата основания.
- Есть на карте 1869 года как хутор Семенов (Слинковщина)[2]